# القايس (القفر)

تعديل مصدري - تعديل

القايس هي إحدى قرى عزلة بني سيف السافل بمديرية القفر التابعة لمحافظة إب، بلغ تعداد سكانها 246 نسمة حسب تعداد اليمن لعام 2004.